# Алкиппа (амазонка)
Алкиппа (др.-греч. Ἀλκίππη) — героиня древнегреческой мифологии, амазонка, давшая обет навсегда остаться девственницей.
Упоминается среди амазонок, которые атаковали Геракла и были им убиты во время сражения амазонок с греками во время похода Геракла в Темискиру за поясом царицы Ипполиты, чтобы выполнить девятый подвиг. Алкиппа, как сообщается (у Диодора Сицилийского) была убита 12-й и последней среди амазонок, с которыми он сражался.